# Відпарювання (хімія)

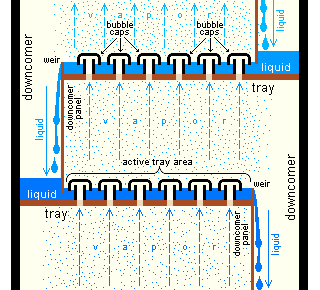
Приклад лотка з бульбашковими кришками, який можна знайти всередині колони для очищення.

Відпа́рювання — це процес фізичного розділення, коли один або кілька компонентів видаляються з потоку рідини потоком пари. У промисловому застосуванні потоки рідини та пари можуть мати пряму або протитечію. Відпарювання зазвичай проводять у насадковій або лотковій колоні.

## Теорія
Розкривні роботи на базі масообміну. Ідея полягає в тому, щоб створити сприятливі умови для переходу компонента А з рідкої фази в парову фазу. Це стосується межі розділу газ–рідина, яку А має перетнути. Загальна кількість A, що перемістилася через цю межу, може бути визначена як потік A, NA.

## Обладнання
Відпарювання в основному проводиться в тарілчастих колонах і насадкових колонах, рідше в розпилювальних колонах, барботажних колонах і відцентрових контакторах.
Башти з тарілками складаються з вертикальної колони з рідиною, що витікає зверху та виходить знизу. Парова фаза надходить у нижню частину колони та виходить із верхньої частини. Всередині колони перебувають тарілки або тарілки. Ці лотки змушують рідину текти туди-сюди горизонтально, а пар виходить через отвори в лотках. Ці лотки призначені для збільшення площі контакту між рідкою та паровою фазами.